# Raiffeisenbank Unteres Vilstal
Die Raiffeisenbank Unteres Vilstal eG ist eine Genossenschaftsbank mit Sitz in der bayerischen Marktgemeinde Schmidmühlen im Landkreis Amberg-Sulzbach.

## Geschichte
Die heutige Raiffeisenbank Unteres Vilstal eG wurde am 12. November 1899 in Schmidmühlen gegründet und entstand im Jahr 1998 durch die Fusion der Raiffeisenbank Schmidmühlen eG mit dem Sitz in Schmidmühlen mit der Raiffeisenbank Ensdorf/Opf. eG mit dem Sitz in Ensdorf. Im Jahr 1976 fusionierte die Raiffeisenbank Schmidmühlen eG bereits mit der Raiffeisenbank Rieden/Opf. eG mit dem Sitz in Rieden.

## Rechtsverhältnisse
Die Raiffeisenbank Unteres Vilstal eG ist im Genossenschaftsregister beim Amtsgericht Amberg unter GnR 94 eingetragen.

## Organisationsstruktur
Rechtsgrundlagen sind das Genossenschaftsgesetz und die durch die Vertreterversammlung beschlossene Satzung. Organe der Bank sind der Vorstand, der Aufsichtsrat und die Vertreterversammlung.

## Sicherungseinrichtung
Die Raiffeisenbank Unteres Vilstal eG ist der amtlich anerkannten Sicherungseinrichtung des Bundesverbandes der Deutschen Volksbanken und Raiffeisenbanken GmbH und der zusätzlichen freiwilligen Sicherungseinrichtung des Bundesverbandes der Deutschen Volksbanken und Raiffeisenbanken e.V. angeschlossen.

## Geschäftsausrichtung
Die Raiffeisenbank Unteres Vilstal eG betreibt das Universalbankgeschäft. Im Verbundgeschäft arbeitet sie mit der DZ Bank, R+V Versicherung, Bausparkasse Schwäbisch Hall, Teambank, VR Leasing, DZ Hyp und der Union Investment zusammen.

## Geschäftsgebiet
Das Geschäftsgebiet liegt im Süden des Landkreises Amberg-Sulzbach.
An diesen Orten betreibt die Bank Filialen:
- Schmidmühlen (Hauptstelle, jur. Sitz)
- Ebermannsdorf (Geschäftsstelle)
- Ensdorf (SB-Geschäftsstelle)
- Rieden (Geschäftsstelle)